# Iwan Skoropadskyj

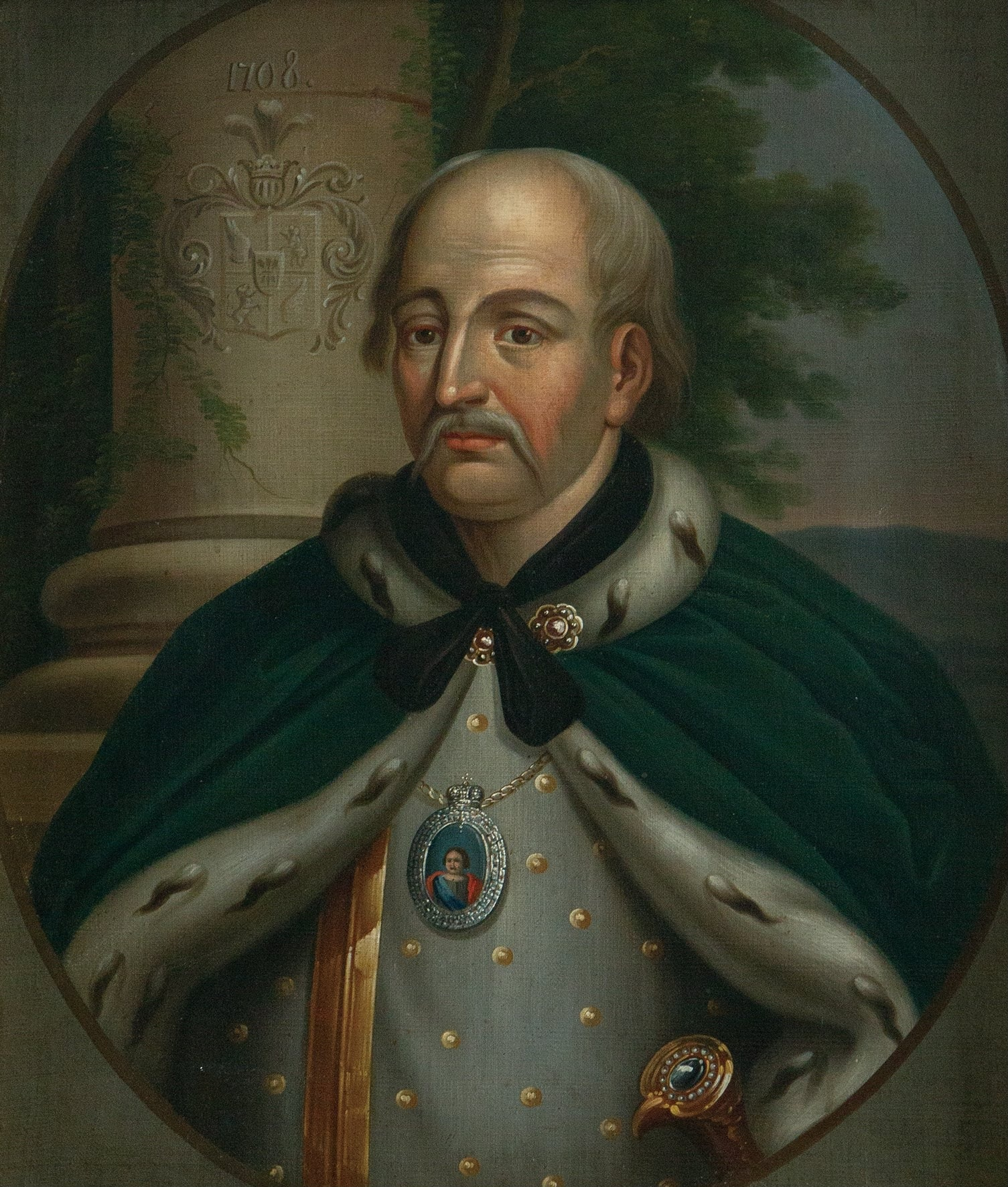
Iwan Skoropadskyj

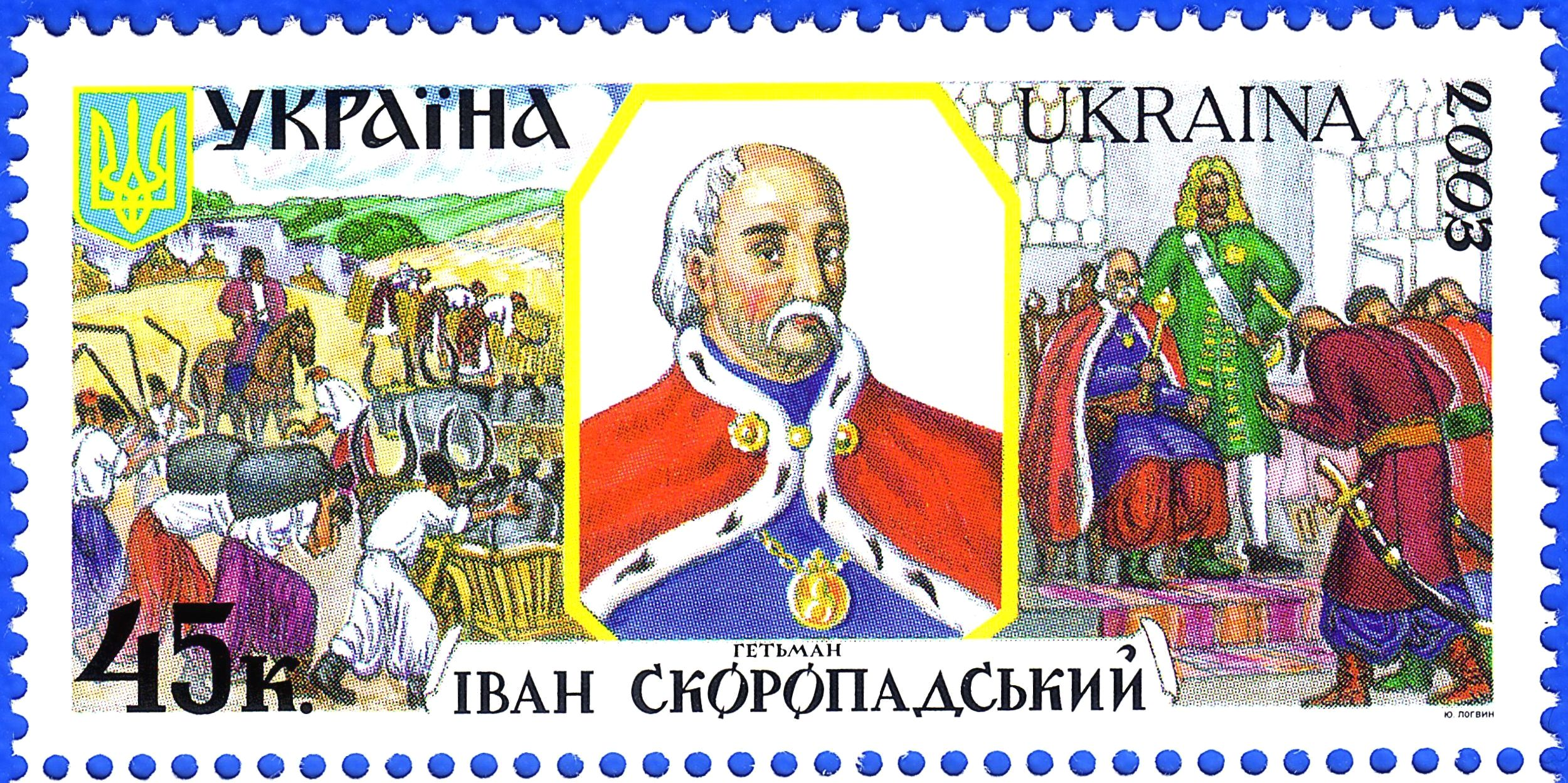
Iwan Skoropadskyj auf einer ukrainischen Briefmarke (2003)

Iwan Skoropadskyj oder Iwan Skoropadski (* um 1646 in Uman, Polen-Litauen; † 3. Julijul. / 14. Juli 1722greg. in Gluchow, Zarentum Russlands) war Hetman der Saporoger Kosaken von 1708 bis 1722. Er war Nachfolger bzw. auch Gegner von Iwan Masepa. Skoropadski führte die dem Peter I. loyalen Kosakentruppen während der Schlacht bei Poltawa an.
Skoropadski wurde in einer adligen kosakischen Familie in Uman geboren und studierte an der Kiewer Mohyla Akademie.
Während des Großen Nordischen Krieges war Skoropadskyj ein Oberst des Starodub-Kosaken-Regiments. Nachdem die schwedische Armee 1708 in das semi-autonome Kosaken-Hetmanat als Teil des russischen Zarenreiches marschierte, weigerte sich Iwan Masepa dem russischen Zaren Peter I. zu folgen und wechselte die Seiten. Nur etwa 3000 Kosaken, meist Saporoger Kosaken, folgten Masepa, während die meisten loyal gegenüber dem Zaren blieben. Peter ordnete an, dass Iwan Skoropadskyj als neuer Hetman am 11. November 1708 gewählt wurde.
Iwan Skoropadskyj verlegte die Hauptstadt der Kosakenhetmanate von Baturyn, die von der russischen Armee wegen der Rebellion Masepas dem Erdboden gleichgemacht wurde, in die Stadt Hluchiw. Nach Masepas Niederlage in der Schlacht von Poltawa, versuchte Skoropadskyj das Vertrauen Peters I. zurückzugewinnen und größere Autonomie für die Hetmanate und mehr Rechte für die Kosakenadel zu erhalten.